# 特里安
特里安（法語：Trient，法語發音：[tʁiɛ̃]）是瑞士瓦莱州的一个市镇。该市镇总面积为39.6平方千米，截至2018年12月31日总人口为162人。